# Emigración costarricense
La emigración de Costa Rica es menor que la de los demás países de América Central. Para 2005, según el Banco Mundial había 127.061 costarricenses viviendo en el exterior, aproximadamente un 3% de la población. El destino principal para los emigrantes costarricenses era Estados Unidos, con el 71.9% de los emigrantes costarricenses viviendo en ese país. Históricamente el saldo migratorio del país ha sido positivo, esto significa que recibe más inmigrantes que los que envia al exterior.
Un caso particular fue durante 2011, cuando la cifra se duplicó por primera vez a 6% de la población total viviendo en el exterior y según el estudio realizado por el departamento de Migración y Extranjería, el Ministerio de Relaciones Exteriores y el Tribunal Supremo de Elecciones (TSE), más de 300.000 ticos vivían en el extranjero la cantidad de costarricenses en Estados Unidos se mantuvo en 126.000 personas (representando ahora el 42% del total). Para inicios de la segunda década del siglo XXI la emigración costarricense aumenta gradualmente y se diversifica hacia diferentes destinos, particularmente de los llamados millennials, gente nacida en los 1980s (que numéricamente es la generación más grande del país) buscando maestrías, especializaciones y doctorados en las principales ciudades del mundo. Se conocieron durante esta década nutridas colonias de costarricenses en las principales ciudades de: Argentina (Buenos Aires), México (Ciudad de México), España (Madrid y Barcelona), Inglaterra (Londres) y Canadá (Ontario, Quebec y Montreal); representando el 68% de los costarricenses fuera del país.
Entre la información que arrojó la consulta, se determinó que más del 50% de inmigrantes tenían estudios universitarios, se encontraban entre los 25 y 40 años (en los 2000's) y se desarrollan en su actual país de residencia en labores técnicas o de sus carreras. Para 2011, Costa Rica recibía más remesas que lo que envía al exterior. De acuerdo a los datos proporcionados, Costa Rica recibió cerca de 612 millones de dólares en remesas, 86 millones más que en el 2010.
Para finales de la década de 2010's muchos costarricenses vuelven al país, lo que ocasiona que nuevamente Costa Rica alcance la tasa de emigración más baja del istmo centroamericano con un 2.70% de la población en el exterior. Nuevamente la cifra de ticos en el exterior pasa de 300.000  personas viviendo en el extranjero y se reduce a cerca de 133.185 costarricenses viviendo en el extranjero para 2018.

## Destino
Según el informe del Centro de Estudios Monetarios Latinoamericanos (CEMLA), el Fondo Multilateral de Inversiones y el BID llamado «El perfil de la población de origen costarricense en Estados Unidos» de noviembre de 2012, el flujo migratorio internacional de Costa Rica tiene como principal destino a Estados Unidos, seguido por Nicaragua y Panamá. De acuerdo con cifras del Banco Central de Costa Rica en 2011, el 71% del ingreso por remesas provino de Estados Unidos. Cabe destacar que la emigración costarricense a pesar de ser menor que la de los demás países centroamericanos ha ido aumentando gradualmente a partir de la década de los 2000, siendo los siguientes los principales países de destino:
| Puesto | País de residencia   | Población | Porcentaje |
| ------ | -------------------- | --------- | ---------- |
| 1º     | Estados Unidos       | 81.933    | 65,75%     |
| 2º     | Nicaragua            | 7.284     | 5,85%      |
| 3º     | Panamá               | 6.728     | 5,4%       |
| 4º     | Canadá               | 3.428     | 2,75%      |
| 5º     | España               | 3.296     | 2,65%      |
| 6º     | México               | 3.155     | 2,53%      |
| 7º     | República Dominicana | 2.315     | 1,86%      |
| 8º     | Ecuador              | 1.285     | 1,03%      |
| 9º     | Alemania             | 1.177     | 0,94%      |
| 10º    | Venezuela            | 1.084     | 0,87%      |
| 11º    | Guatemala            | 906       | 0,73%      |
| 12º    | Colombia             | 848       | 0,68%      |
| 13º    | Italia               | 841       | 0,67%      |
| 14º    | Brasil               | 800       | 0,64%      |
| 15º    | Países Bajos         | 591       | 0,47%      |
| 16º    | Argentina            | 580       | 0,47%      |
| 17º    | Honduras             | 532       | 0,43%      |
| 18º    | Francia              | 525       | 0,42%      |
| 19º    | Suiza                | 523       | 0,42%      |
| 20º    | Reino Unido          | 498       | 0,4%       |